# Howard Arthur Allen
Howard Arthur Allen (* 10. Februar 1949 in Indianapolis; † 5. Juni 2020) war ein zum Tode verurteilter US-amerikanischer Serienmörder afroamerikanischer Herkunft. Er hat zwischen 1974 und 1987 in der Umgebung seiner Heimatstadt mindestens drei alte Frauen getötet und gilt als Hauptverdächtiger in elf weiteren Fällen von Raubüberfällen auf ältere Menschen in der Umgebung von Indianapolis.

## Taten
Bereits 1974 hatte Allen die 85-jährige Opal Cooper in ihrer Wohnung beraubt und erschlagen. Die Tat wurde als Totschlag gewertet und mit einer Freiheitsstrafe zwischen zwei und zwanzig Jahren geahndet. Nach seiner Entlassung 1985 kehrte er nach Indianapolis zurück und arbeitete in einer Autowaschanlage.
Am 20. Mai 1987 schlug und würgte Allen die 87-jährige Laverne Hall in ihrer Wohnung, so dass sie neun Tage später starb. Eine weitere, 73 Jahre alte Frau, die er am 18. Mai auf dieselbe Weise angegriffen hatte, überlebte.
Am 14. Juli 1987 tötete Allen die 73-jährige Ernestine Griffin in deren Wohnung, indem er mit einem 25 cm langen Küchenmesser achtmal auf sie einstach und ihr mehrmals einen Toaster gegen den Kopf schlug. Seine Beute bestand den Verwandten des Opfers zufolge aus 15 $ und einer Kamera.

## Festnahme und Verurteilung
Aufgrund von Zeugenaussagen wurde Allen am 4. August 1987 wegen des Mordes an Ernestine Griffin, wegen Einbruchs, Körperverletzung, und Freiheitsberaubung bei dem Überfall am 18. Mai sowie wegen Brandstiftung an der Wohnung eines älteren Mannes am 2. Juni 1987, der zum Tatzeitpunkt nicht zu Hause gewesen war, festgenommen. Im Zuge der Ermittlungen ergab sich, dass Laverne Hall seine unmittelbare Nachbarin gewesen war.
Wegen des Überfalls am 18. Mai wurde Allen zunächst im Frühjahr 1988 als Gewohnheitsverbrecher zu 88 Jahren Haft verurteilt. Am 11. Mai 1988 folgte wegen Mordes und Raubes an Ernestine Griffin das Todesurteil, das nach 25 Jahren in eine Gefängnisstrafe umgewandelt wurde.